# Indiana Jones và chiếc rương thánh tích
Indiana Jones và chiếc rương thánh tích, rút gọn thành Chiếc rương thánh tích (tiếng Anh: Raiders of the Lost Ark hoặc Indiana Jones and the Raiders of the Lost Ark) là một bộ phim điện ảnh đề tài phim hành động và phiêu lưu của Mỹ năm 1981 do Steven Spielberg đạo diễn, với phần kịch bản do Lawrence Kasdan chắp bút từ đầu truyện của George Lucas và Philip Kaufman. Bộ phim được Frank Marshall sản xuất cho Lucasfilm Ltd., với Lucas và Howard Kazanjian nắm giữ vai trò chỉ đạo sản xuất. Bộ phim bắt nguồn từ một mong muốn của Lucas khi ông muốn tạo ra một phiên bản hiện đại của những loạt phim điện ảnh dài tập trong thập niên 1930 và 1940.
Đây là phần đầu tiên trong thương hiệu điện ảnh Indiana Jones, có sự tham gia diễn xuất của Harrison Ford trong vai nhà khảo cổ học Indiana Jones, người chiến đấu với một băng đảng phát xít Đức khi đang tìm kiếm Chiếc rương thánh tích (hay Chiếc hòm giao ước). Ngoài ra, bộ phim còn có sự tham gia của Karen Allen trong vai người yêu cũ của Indiana, Marion Ravenwood; Paul Freeman vai đối thủ của Indiana, nhà khảo cổ học người Pháp René Belloq; John Rhys-Davies trong vai bạn của Indiana, Sallah; Ronald Lacey trong vai đặc vụ Gestapo Arnold Toht; và Denholm Elliott vai đồng nghiệp của Indiana, Marcus Brody. Indiana Jones và Chiếc rương thánh tích được sản xuất tại trụ sở Elstree Studios, Anh, nhưng việc ghi hình lại diễn ra ở La Rochelle, Pháp, Tunisia, Hawaii và California từ tháng 6 đến tháng 9 năm 1980.
Indiana Jones và Chiếc rương thánh tích đã thu về 389,9 triệu USD trên toàn thế giới, trở thành bộ phim có doanh thu cao nhất năm 1981 và vẫn là một trong những bộ phim có doanh thu cao nhất mọi thời đại nếu được tính theo lạm phát. Bộ phim đã gặt hái được tám đề cử tại giải Oscar năm 1982, bao gồm Phim hay nhất, và đã đem về hạng mục Chỉ đạo nghệ thuật xuất sắc nhất, Dựng phim, Hòa âm, Hiệu ứng hình ảnh và Biên tập âm thanh xuất sắc nhất. Nó thường được xem là một trong những bộ phim vĩ đại nhất từng được thực hiện. Năm 1999, Indiana Jones và Chiếc rương thánh tích đã được Viện lưu trữ phim quốc gia lưu giữ trong Thư viện Quốc hội, và được xem là "có ý nghĩa về mặt văn hóa, lịch sử và thẩm mỹ". Bộ phim là phần khởi đầu của nhượng quyền thương mại Indiana Jones, với nhiều phần phim nối tiếp và một loạt phim truyền hình tiền truyện (The Young Indiana Jones Chronicles) cùng với nhiều trò chơi điện tử khác nhau.

## Nội dung
Năm 1936, nhà khảo cổ học người Mỹ Indiana Jones đã dũng cảm dấn thân vào một ngôi đền cổ xưa chứa nhiều cạm bẫy chết người tại Peru nhằm tìm ra một pho tượng thần bằng vàng. Sau khi vượt qua hàng loạt thử thách cũng như bị những kẻ dẫn đường phản bội, anh liền đối mặt với đồng nghiệp đối địch của mình, nhà khảo cổ René Belloq và đám thổ dân người Jibito bản địa. Do bị chúng bao vây và áp đảo, Jones buộc phải trao pho tượng cho Belloq rồi nhân cơ hội trốn thoát bằng một chiếc thủy phi cơ đậu gần đó.
Không lâu sau, hai đặc vụ thuộc Cơ quan Tình báo đã có buổi gặp mặt riêng với Jones tại Đại học Marshall – nơi anh đang làm giảng viên; họ báo tin cho Jones rằng bọn Phát xít Đức đang làm việc cùng Abner Ravenwood, người thầy cũ mà anh từng theo học tại Đại học Chicago. Phát xít Đức biết rằng Ravenwood chính là chuyên gia hàng đầu trong lĩnh vực nghiên cứu về thành phố cổ đại Tanis ở Ai Cập, và ông này là người đang nắm giữ chiếc huy hiệu đính trên đầu cây "quyền trượng của thần Ra" – một di vật thuộc thời Ai Cập cổ đại. Jones đưa ra suy luận rằng bọn Phát xít đang tìm kiếm chiếc rương thánh vì tin rằng nó sẽ làm cho quân đội của chúng trở nên bất khả chiến bại. Cuối cùng hai đặc vụ ủy thác cho Jones nhiệm vụ tìm kiếm chiếc rương.
Jones đi đến Nepal để tìm manh mối thì phát hiện ra Ravenwood đã chết, còn mảnh huy hiệu thì nằm trong tay con gái ông là Marion. Jones ghé thăm quán rượu của Marion để xin mảnh huy hiệu nhưng bị cô từ chối, ngay sau đó cô gái này bị một nhóm côn đồ do sĩ quan của Phát xít Arnold Toht dẫn đầu tìm đến. Một trận đấu súng nổ ra, quán rượu bị đốt cháy còn huy hiệu bị bén lửa. Toht cố cầm lấy chiếc huy hiệu và bị bỏng tay, thế là y cắn răng trốn khỏi quán rượu. Jones và Marion giành lại được mảnh huy hiệu, rồi cô quyết định trở thành bạn đồng hành cùng Jones trong chuyến phiêu lưu của anh. Họ di chuyển đến Cairo, Ai Cập và gặp gỡ bạn của Jones là Sallah, một thợ đào lành nghề. Sallah báo tin với hai người rằng Belloq cùng bọn Phát xít đang đào bới tìm kiếm "Giếng Linh hồn" — nơi được cho là dẫn đến chỗ cất giấu chiếc rương, với một bản sao của mảnh huy hiệu được tạo nên từ vết sẹo trên tay Toht. Tiếp đó, Jones và Marion bị một nhóm lính Phát xít tấn công và Marion tưởng như đã chết bởi một vụ nổ trong cuộc truy đuổi. Sau khi giáp mặt với Belloq tại một quán rượu địa phương, Jones và Sallah tái hợp nhau rồi họ nhận ra mảnh huy hiệu của bọn Phát xít sở hữu chưa hoàn thiện cũng như nơi chúng đang đào bị sai chỗ, bởi chúng chỉ nắm được một phần thông tin liên quan đến vị trí của Giếng Linh hồn.
Jones và Sallah đã bí mật thâm nhập vào nơi Phát xít Đức đào xới. Tại đây Jones phát hiện Marion còn sống nhưng đang trong tình cảnh bị trói chặt và bịt miệng trong một túp lều; anh quyết định không cởi trói và giải thoát cho cô vì sợ đánh động bọn Phát xít, nhưng hứa sau đó sẽ trở lại cứu cô. Kế đó, Jones và Sallah cùng các cộng sự đã lần ra vị trí của Giếng Linh hồn và phát hiện trong đó toàn rắn độc. Họ chợt nảy ra ý tưởng xua đuổi bọn rắn bằng lửa và xăng rồi tiến đến chỗ quan tài đá đang cất giữ chiếc rương. Không lâu sau, Belloq, Toht cùng sĩ quan Phát xít Dietrich phát hiện ra hành tung của nhóm Jones và tiến hành bao vây chiếc giếng, đoạt lấy chiếc rương khỏi tay Jones cũng như nhốt anh và Marion vào trong hầm mộ. Cả hai nỗ lực thoát khỏi hầm mộ và tiến đến một phi trường địa phương, nơi Jones có màn đấu tay đôi với một tên thợ máy và giành chiến thắng, qua đó phá hủy chiếc phi cơ có thân cánh liền khối mà bọn Phát xít dùng để vận chuyển chiếc rương tới Berlin, Đức. Quân Quốc xã trong tâm trạng hoảng loạn đã đưa chiếc rương lên xe tải chạy trốn, nhưng Indy liền cưỡi ngựa truy đuổi đến cùng: anh cướp xe tải, đánh bại bọn Phát xít và thu xếp để vận chuyển chiếc rương đến Luân Đôn bằng tàu hơi nước có tên Bantu Wind.
Ngày kế tiếp, một con tàu U-boat của bọn Quốc xã chặn đường đi của Bantu Wind. Belloq, Toht và Dietrich đoạt lại chiếc rương và bắt giữ Marion, nhưng không tìm thấy Jones; sau đó nhà khảo cổ này bí mật nhảy lên chiếc tàu U-boat và theo chân kẻ thù đến biển Aegea. Khi đặt chân đến đó, Belloq định kiểm tra sức mạnh của chiếc rương trước khi đem trình bày nó trước Hitler. Jones sau đó đã tự hiện diện trước bọn Phát xít và đe dọa phá hủy chiếc rương bằng một khẩu súng chống tăng, nhưng Belloq nhận ra trò bịp của anh và buộc Jones phải đầu hàng.
Quân Quốc xã đưa Jones và Marion tới khu vực nơi chiếc rương sẽ được mở; chúng trói chặt họ vào một chiếc cột đứng để quan sát. Trong bộ trang phục Thượng tế của Israel, Belloq tiến hành nghi thức mở chiếc rương bằng lời gọi hồn của một người cầu nguyện Sabát, thế rồi chiếc rương mở ra chứa đầy cát bên trong – chúng có lẽ là những gì còn sót lại của Mười điều răn. Khi Jones cảnh báo Marion hãy nhắm chặt mắt lại, những linh hồn bay lên từ chiếc rương và sau đó dần lộ diện là những Thiên thần chết chóc. Kế đó những ngọn lửa dần hình thành phía trên chiếc rương bị mở, rồi chúng bắn ra hàng loạt tia năng lượng xuyên thủng bọn lính Quốc xã và giết chết tất cả chúng ngay tại chỗ. Dưới sức nóng khủng khiếp, Dietrich ngay lập tức bị biến thành cái xác ướp; tất cả da thịt của Toht bị tan chảy khỏi hộp sọ của y, còn đầu của Belloq thì nổ tung. Tiếp đó cả một bể lửa nhấn chìm và làm bốc hơi toàn bộ những người tận mắt chứng kiến vụ việc trong một cơn gió lốc, ngoại trừ Marion và Jones, trước khi nắp của chiếc rương tự đóng lại. Khi Jones và Marion mở mắt ra, họ thấy toàn bộ khu vực đã bị xóa sổ và đám dây trói họ cũng bị đốt cháy, cặp đôi vui mừng ôm nhau vì đã thoát nạn.
Trở lại Washington, D.C., các đặc vụ thuộc Cơ quan Tình báo nói với Jones và Marcus Brody rằng chính phủ Hoa Kỳ đã trả cho họ một khoản tiền hậu hĩnh vì đã bảo vệ toàn vẹn chiếc rương. Các đặc vụ cũng cho biết chiếc rương hiện đang nằm ở một nơi an toàn và được trang bị bảo vệ nghiêm ngặt, và nó sẽ được "những chuyên gia hàng đầu" tiến hành nghiên cứu và giám sát. Tiếp đó ở cảnh cuối phim, chiếc rương được niêm phong trong một thùng gỗ và được cất giữ trong một nhà kho chính phủ khổng lồ bên cạnh vô số các thùng khác (sau này ngụ ý nhà kho đó chính là Khu vực 51).

## Diễn viên
- Harrison Ford trong vai Indiana Jones, một giáo sư khảo cổ học, người thường dấn thân vào những cuộc phiêu lưu đầy nguy hiểm để có được những cổ vật quý hiếm. Jones tuyên bố rằng anh ta không có niềm tin vào siêu nhiên, cho đến khi anh phát hiện ra Chiếc rương thánh tích. Spielberg đề nghị cho Ford vào vai Jones, nhưng Lucas phản đối, nói rằng ông không muốn Ford trở thành "Bobby De Niro" của mình hay "anh chàng mà tôi sẽ đưa vào tất cả các bộ phim của mình", ám chỉ đến sự hợp tác thường xuyên của Martin Scorsese với Robert De Niro.[10] Mong muốn một diễn viên ít được biết đến sẽ thủ vai này, Lucas đã thuyết phục Spielberg giúp ông tìm kiếm một tài năng mới. Trong số các diễn viên đã thử vai có Tim Matheson, Peter Coyote, John Shea và Tom Selleck. Selleck ban đầu dự định sẽ thủ vai Indiana, những ở đã từ chối vì bận đóng bộ phim truyền hình Magnum, PI.[10][11] Vào tháng 6 năm 1980, ba tuần sau khi ghi hình,[12] Spielberg đã thuyết phục thành công Lucas để cho Ford đóng vai này sau khi nhà sản xuất Frank Marshall và Kathleen Kennedy bị ấn tượng bởi vai diễn Han Solo trong Đế chế phản công.
- Karen Allen vai Marion Ravenwood, người yêu cũ của Indiana. Cô là con gái của Abner Ravenwood, cố vấn của Indiana Jones và sở hữu một quán bar ở Nepal. Allen đã được chọn sau khi thử vai cùng với Matheson và John Shea. Spielberg đã để ý đến cô sau khi ông xem bộ phim Animal House có sự tham gia của cô. Sean Young trước đây cũng đã từng thử vai nhân vật này,[10] trong khi Debra Winger thì lại từ chối vai diễn.[13]
- Paul Freeman vai Tiến sĩ René Belloq, đối thủ của Jones. Belloq cũng là một nhà khảo cổ học, nhưng lại làm việc cho Đức quốc xã. Spielberg đã chọn Freeman sau khi đánh giá diễn xuất của anh trong Death of a Princess..[14] Trước khi Freeman được chọn vào vai Belloq, nam diễn viên Giancarlo Giannini ban đầu dự định sẽ thủ vai này,[15] và ca sĩ Jacques Dutronc cũng từng thử vai Belloq, nhưng Freeman mới là người được chọn.
- Ronald Lacey vai Thiếu tá Arnold Toht, một đặc vụ Gestapo tàn bạo, đã tra tấn Marion Ravenwood để lấy chiếc huy hiệu của Quyền trượng Ra. Lacey được chọn vào vai này sau khi anh nhắc với Spielberg về diễn viên Peter Lorre, người chuyên đóng vai những kẻ giết người hàng loạt.[10] Spielberg ban đầu đề nghị giao vai diễn này cho cho Roman Polanski, người rất muốn được làm việc với Spielberg nhưng sau đó anh đã từ chối vì sẽ không thể thực hiện chuyến đi tới Tunisia.[16] Klaus Kinski cũng được mời thủ vai Toht, nhưng anh ghét kịch bản phim,[17] và gọi đó là "tồi tệ về mặt đạo đức".[18] Michael Sheard, người sau đó đóng vai Đại úy Oskar Schomburg, cũng đã thử vai vai diễn này, nhưng bị đánh bại bởi Lacey.[19]
- John Rhys-Davies vai Sallah, được Indiana gọi là "thợ đào giỏi nhất Ai Cập", người đã được Đức quốc xã thuê để giúp họ khai quật Tanis. Anh là một người bạn cũ của Indiana, đã đồng ý giúp anh ta khai quật Chiếc hòm. Spielberg ban đầu đã mời Daniel DeVito đảm nhận vai Sallah, nhưng anh không thể thực hiện được điều đó do xung đột lịch trình. Spielberg đã chọn Rhys-Davies sau khi bộ phim Shōgun có sự tham gia của anh.[10]
- Denholm Elliott vai Tiến sĩ Marcus Brody, người cai quản viện bảo tàng, đã mua những cổ vật từ Indiana để trưng bày trong bảo tàng của mình. Những đặc vụ chính phủ Hoa Kỳ tiếp cận anh vì những thông tin liên quan đến Chiếc hòm giao ước, và Brody đã yêu cầu Indiana Jones gặp họ. Spielberg đã mời Elliott thủ vai Marcus Brody vì ông là một fan hâm mộ lớn của nam diễn viên, người đã từng tham gia vào một số bộ phim mà Spielberg yêu thích.[10]

Ngoài ra, Wolf Kahler tham gia Chiếc rương thánh tích với vai diễn Đại tá Dietrich, một sĩ quan Đức độc ác chỉ huy chiến dịch bảo vệ Chiếc hòm. Alfred Molina, trong bộ phim đầu tay của mình, thủ vai Satipo, một trong những người dẫn đường của Jones xuyên qua rừng rậm Nam Mỹ, trong khi George Harris vào vai Simon Katanga, thuyền trưởng của tàu vận chuyển Bantu. Anthony Higgins xuất hiện trong phim với vai Thiếu tá Gobler, cánh tay phải đắc lực của Đại tá Dietrich và Vic Tablian trong vai Barranca và chú khỉ.
Don Fellows và William Hootkins xuất hiện với vai Đại tá Musgrove và Thiếu tá Eaton, hai đặc vụ Tình báo Quân đội. Nhà sản xuất Frank Marshall đóng vai một phi công trong phân đoạn chiến đấu trên máy bay không đuôi. Do diễn viên đóng thế bị ốm, nên anh ấy đã nhận vai diễn thay thế. Cảnh quay trong ba ngày yêu cầu anh phải ngồi buồng lái nóng nực, mà anh nói đùa là hơn "140 độ". Pat Roach trong vai thợ cơ khí của Đức Quốc xã, người mà Jones đánh nhau trong phân đoạn này, cũng như một người đàn ông Sherpa to lớn chiến đấu với Jones trong quán bar của Marion. Hiếm khi nào Roach vào vai hai nhân vật đều bị giết chết trong một bộ phim. Giám sát viên hiệu ứng đặc biệt Dennis Muren thủ vai một điệp viên Đức Quốc xã trên chiếc thủy phi cơ chở Jones đi từ San Francisco đến Manila. Terry Richards vào vai kiếm sĩ Cairo bị Indiana Jones bắn.

## Sản xuất

### Phát triển
Năm 1973, George Lucas đã viết đầu truyện The Adventures of Indiana Smith. Giống như Star Wars: Niềm hi vọng mới, đây là một cơ hội cho Lucas để sáng tạo ra một phiên bản hiện đại của loạt phim điện ảnh dài tập từ những năm 1930 và 1940. Lucas đã tiến hành thảo luận chủ đề với Philip Kaufman và họ hợp tác làm việc cùng nhau trong vài tuần, rồi cho ra đời ý tưởng Chiếc rương thánh tích làm trọng tâm của cốt truyện. Kaufman từng nghe một nha sĩ kể về chiếc rương khi ông còn bé. Dự án bị trì hoãn do Clint Eastwood thuê Kaufman làm đạo diễn cho The Outlaw Josey Wales. Lucas cũng gác ý tưởng của mình sang một bên và quyết định tập trung vào chuyến phiêu lưu ngoài vũ trụ – tiền thân của Star Wars sau này. Cuối tháng 5 năm 1977, Lucas ở Hawaii nhằm tránh bị tác động bởi những thành công khổng lồ mà Star Wars đem lại. Người bạn và đồng nghiệp của Lucas là Steven Spielberg cũng ở đó bởi Spielberg đang trong kì nghỉ sau khi thực hiện Close Encounters of the Third Kind. Trong lúc đang dựng lâu đài cát tại khách sạn biển Mauna Kea, Spielberg tỏ ra hứng thú với việc chỉ đạo một bộ phim về James Bond. Nhưng rồi Lucas thuyết phục Spielberg rằng ông đã xây dựng một nhân vật còn "tuyệt hơn cả James Bond" và giải thích về chủ đề của Chiếc rương thánh tích. Nghe xong Spielberg rất yêu thích ý tưởng, ví nó như "một bộ phim James Bond không có phần cứng", dù cho nhà làm phim có nói với Lucas rằng cái họ 'Smith' không hợp với tên nhân vật. Lucas đáp lại: "Được thôi. Vậy còn họ 'Jones' thì sao?" Indiana là tên chú chó Alaska Malamute của Lucas, nó có sở thích ngồi trên ghế hành khách khi Lucas lái xe; chú chó còn là cảm hứng để tạo nên nhân vật Chewbacca trong Star Wars. Lúc đầu Spielberg tỏ ra miễn cưỡng tham gia dự án, bởi Lucas nói với nhà làm phim rằng ông muốn làm cả loạt ba phần phim, trong khi Spielberg không muốn tiếp tục làm thêm hai phần nữa. Tuy nhiên, Lucas lại cho biết rằng ông đã hoàn thành kịch bản cho hai phần kế tiếp, thế nên Spielberg mới gật đầu đồng ý. Nhưng ở thời điểm chuẩn bị sản xuất phần tiếp nối đầu tiên, hóa ra là Lucas không nắm trong tay bất cứ trang kịch bản cho phần kế tiếp đó.

### Ghi hình
Chiếc rương thánh tích khởi quay vào ngày 23 tháng 6 năm 1980 tại La Rochelle, Pháp với các phân cảnh liên quan đến tàu ngầm của Quân Quốc xã. Tàu ngầm U-boat trong phim là chiếc tàu có thật từ Thế chiến thứ 2. Đoàn làm phim chuyển đến Elstree Studios để ghi các cảnh Giếng Linh hồn, cảnh nội thất trong ngôi đền và quán bar của Marion. Cảnh Giếng Linh hồn cần có 7.000 con rắn. Loài duy nhất có độc là rắn hổ mang, nhưng một thành viên trong đoàn đã bị một con trăn cắn trên phim trường. Đa số loài rắn được hình thành nên bởi những con trăn vô chi khổng lồ nhưng vô hại – còn có tên là pseudopus apodus. Chúng sống tại bán đảo Balkan, miền Đông Nam châu Âu cho đến Trung Á. Với kích thước tới 1,3m, chúng là những loài trăn vô chi to nhất thế giới và thường hay bị nhầm với rắn dù cho hai loài có một số đặc điểm khác biệt rõ ràng, chẳng hạn như có mí mắt và tai mở rộng ra phía ngoài. Hai đặc điểm này đều không có ở tất cả các loài rắn. Ngoài ra rắn có lưỡi thường, trong khi trăn lại có lưỡi chẻ. Trong bản phim đã hoàn tất, trong cảnh mà Indiana Jones đối mặt với con rắn hổ mang, một hình ảnh phản chiếu qua gương đã giúp bảo vệ Jones khỏi việc bị con rắn nhìn thấy. Đây là khúc mắc đã được chỉnh sửa trong bản tái phát hành kĩ thuật số nâng cao năm 2003. Không như Indiana, cả Ford lẫn Spielberg đều không sợ rắn, nhưng Spielberg cho rằng việc nhìn thấy tất những con rắn trườn bò trên phim trường làm ông "buồn nôn".

### Âm nhạc
John Williams đã sáng tác bản nhạc cho Chiếc rương thánh tích, đây là bản nhạc duy nhất trong sê-ri được biểu diễn bởi Dàn nhạc Giao hưởng London, đó cũng là dàn nhạc đã biểu diễn bản nhạc nền cho Chiến tranh giữa các vì sao. Bài hát đáng chú ý nhất là bài "Raiders March" nổi tiếng. Nó đã đại diện cho Indiana Jones và sau đó được sử dụng trong những bản nhạc nền của ba phần phim khác. Williams ban đầu đã viết hai bài nhạc khác nhau cho bộ phim, nhưng Spielberg rất thích chúng đến nỗi ông khăng khăng rằng cả hai sẽ được sử dụng cùng lúc, và nó đã trở thành "Raiders March". Chủ đề rùng rợn và tận thế xen kẽ với Chiếc hòm giao ước cũng xuất hiện thường xuyên trong bản nhạc, với giai điệu lãng mạn hơn đại diện cho Marion và rộng hơn là mối quan hệ của cô với Jones. Bản nhạc đã nhận được một đề cử giải Oscar cho nhạc phim hay nhất, nhưng đã để thua Chariots of Fire do Vangelis sáng tác.

## Phát hành

### Sản phẩm đi kèm
Trò chơi điện tử duy nhất độc quyền dựa theo bộ phim là Raiders of the Lost Ark, do hãng game Atari phát hành vào năm 1982 trên hệ máy Atari 2600. Phần thứ ba của loạt trò chơi điện tử Indiana Jones' Greatest Adventures do JVC phát hành vào năm 1994 trên hệ máy SNES của Nintendo cũng dựa hoàn toàn trên bộ phim. Một vài cảnh trong phim được tái hiện (cảnh bị tảng đá cuội rượt đuổi và cuộc đấu tay đôi với Kiếm sĩ Cairo); tuy nhiên game cũng tồn động một số điểm chưa thỏa đáng, chẳng hạn như cảnh bọn lính Quốc xã và dơi ở trong Giếng Linh hồn. Game do hai hãng LucasArts và Factor 5 phát triển. Năm 1999, game Indiana Jones and the Infernal Machine với mức chơi tặng thưởng (bonus) đưa Jones trở lại ngôi đền của Peru trong cảnh mở đầu phim. Năm 2008, nhằm tránh trùng với lịch ra rạp của Vương quốc sọ người, hãng Lego đã cho phát hành dòng sản phẩm Lego Indiana Jones–gồm cả những bối cảnh thiết kế trong Chiếc rương thánh tích—và LucasArts cũng cho xuất bản một tựa trò chơi điện tử dòng trên dòng đồ chơi này mang tên Lego Indiana Jones: The Original Adventures, do Traveller's Tales phát triển.

### Băng đĩa tại gia
Indiana Jones và chiếc rương thánh tích được phát hành trên các định dạng VHS, Betamax và CED với hình thức duy nhất là pan and scan, đồng thời được phát trên đĩa la-de với cả hình thức pan and scan và toàn màn hình. Doanh số phát hành gốc của Chiếc rương thánh tích trên VHS đã tiêu thụ tới 425.000 đơn vị với mức giá 3,95 USD tại Hoa Kỳ trong ngày phát hành đầu tiên, một kỷ lục thời bấy giờ. Đây còn là tác phẩm điện ảnh đầu tiên bán ra hơn 1 triệu đơn vị toàn thế giới với doanh thu 25 triệu USD.

## Đón nhận

### Doanh thu
Indiana Jones và chiếc rương thánh tích được thực hiện với kinh phí 18 triệu USD và đã thu về 384 triệu USD trên toàn thế giới trong nhiều lần phát hành.
Bộ phim đã mở màn ở vị trí số một tại Hoa Kỳ, thu về 8.305.823 USD từ 1.078 rạp trong cuối tuần công chiếu, gây lo ngại cho những nhà điều hành Paramount khi họ đang mong đợi doanh thu cuối tuần lớn hơn và muốn bộ phim trở thành một trong những bộ phim có doanh thu cao nhất mọi thời đại để mang lại lợi nhuận cho họ, do thỏa thuận mà Lucasfilm đã thực hiện với Paramount. Bộ phim đã bị truất ngôi bởi Superman II với doanh thu mở màn 14,1 triệu USD và vẫn xếp thứ 2 sau Superman II trong ba dịp phát hành cuối tuần tiếp theo nhưng đã thu hẹp khoảng cách sau khi thu về 1.100 USD tại 22 rạp, Indiana Jones và chiếc rương thánh tích tiếp tục đứng ở vị trí số một vào dịp cuối tuần thứ sáu với tổng doanh thu lên tới 79 triệu USD. Sau 111 ngày phát hành, phim đã thu về 135 triệu USD và vượt qua Greas để trở thành bộ phim có doanh thu cao nhất của Paramount Pictures tại thời điểm đó, và tiếp tục thu về 212 triệu đô la trong lần phát hành ở Hoa Kỳ và Canada và trở thành bộ phim có doanh thu cao nhất năm 1981. Box Office Mojo ước tính rằng Indiana Jones và chiếc rương thánh tích đã bán được hơn 70 triệu vé tại Mỹ trong lần ra rạp đầu tiên.

### Đánh giá chuyên môn
Roger Ebert của nhật báo Chicago Sun-Times bình luận về bộ phim; sau này Ebert còn liệt tác phẩm vào danh sách "Great Movies" của mình.
Tại thời điểm ra mắt Chiếc rương thánh tích nhận được vô số lời khen từ giới phê bình lẫn khán giả. Cây bút của tờ The New York Times, Vincent Canby khen ngợi bộ phim và gọi đây là "một trong những tác phẩm điện ảnh hài hước và cực duyên, mang màu sắc phiêu lưu Mỹ nhất từng được làm ra". Báo Rolling Stone thấy rằng bộ phim là "một buổi diễn vào cuối thứ Baỷ–một tác phẩm quá hài hước và thú vị đến nỗi bạn có thể thưởng thức vào bất kì ngày nào trong tuần." Bruce Williamson của tạp chí Playboy dành lời có cánh: 10 phút đầu trong 'Chiếc rương thánh thật phấn khích hơn bất kì bộ phim nào tôi đã xem cả năm qua. Cho đến khi màn bốc hơi người xấu số khép lại, bất cứ khán giả xem phim nào đều thấy đáng bị kiệt sức trước chất lượng xuất sắc của tác phẩm." Stephen Klain từ tạp chí Variety cũng hết lời tán dương bộ phim. Tuy nhiên, ông thấy rằng Chiếc rương thánh tích mang màu sắc bạo lực và đẫm máu đến đáng kinh ngạc với một tác phẩm gắn mác PG.
Cho đến nay, Chiếc rương thánh tích vẫn được đánh giá cao. Trên trang web tổng hợp kết quả đánh giá, bộ phim nhận được "Chứng chỉ tươi" – 95% phản hồi tích cực dựa theo 76 bài đánh giá, đạt số điểm trung bình là 9,23/10. Các chuyên gia của trang web nhất trí rằng: "Với thiết kế bối cảnh xuất sắc, chất hài hước lém lỉnh và màn hành động gay cấn, 'Chiếc rương thánh tích' là một trong những tác phẩm phiêu lưu, giàu tính giải trí xuất sắc nhất mọi thời đại". Bộ phim cũng giành được số điểm 85/100 dựa trên 16 bài nhận xét, trong đó "đa số là những lời khen".
Nó vẫn là một trong hai mươi lăm bộ phim có doanh thu cao nhất mọi thời đại nếu được tính theo lạm phát. Bản phát hành dưới định dạng IMAX của nó vào năm 2012 đã đứng ở vị trí thứ 14 và thu về 1.673.731 USD từ 267 rạp (trung bình 6.269 USD mỗi rạp) trong cuối tuần phát hành. Tổng cộng, bản phát hành IMAX đã thu về 3,125,613 USD tại Hoa Kỳ.

### Giải thưởng và đề cử
Bộ phim đã được đề cử 9 hạng mục ở giải Oscar, bao gồm Phim hay nhất và giành được bốn trong số đó (Hòa âm hay nhất, Dựng phim xuất sắc nhất, Hiệu ứng hình ảnh xuất sắc nhất và Chỉ đạo nghệ thuật xuất sắc nhất (Norman Reynold, Leslie Dilley và Michael D. Ford)). Nó cũng nhận được một giải Thành tựu đặc biệt cho Biên tập âm. Bộ phim đã giành được nhiều giải thưởng khác nhau, bao gồm Giải Grammy cho nhạc nền hay nhất và giải People's Choice Awards cho Phim hay nhất. Ngoài ra, Spielberg cũng được đề cử giải Quả cầu vàng cho đạo diễn xuất sắc nhất.
| Đề cử và giải thưởng | Đề cử và giải thưởng              | Đề cử và giải thưởng                                       | Đề cử và giải thưởng | Đề cử và giải thưởng | Đề cử và giải thưởng |
| Giải thưởng          | Hạng mục                          | Đề cử cho                                                  | Kết quả              | Chú thích            |                      |
| -------------------- | --------------------------------- | ---------------------------------------------------------- | -------------------- | -------------------- | -------------------- |
| Giải Oscar           | Phim hay nhất                     | Frank Marshall                                             | Đề cử                | [ 37 ]               |                      |
| Giải Oscar           | Đạo diễn xuất sắc nhất            | Steven Spielberg                                           | Đề cử                | [ 37 ]               |                      |
| Giải Oscar           | Chỉ đạo nghệ thuật xuất sắc nhất  | Norman Reynolds, Leslie Dilley, và Michael D. Ford         | Đoạt giải            | [ 37 ]               |                      |
| Giải Oscar           | Quay phim xuất sắc nhất           | Douglas Slocombe                                           | Đề cử                | [ 37 ]               |                      |
| Giải Oscar           | Dựng phim xuất sắc nhất           | Michael Kahn                                               | Đoạt giải            | [ 37 ]               |                      |
| Giải Oscar           | Nhạc phim hay nhất                | John Williams                                              | Đề cử                | [ 37 ]               |                      |
| Giải Oscar           | Biên tập âm thanh xuất sắc nhất   | Bill Varney, Steve Maslow, Gregg Landaker, và Roy Charman  | Đoạt giải            | [ 37 ]               |                      |
| Giải Oscar           | Hòa âm hay nhất                   | Ben Burtt, và Richard L. Anderson                          | Đoạt giải            | [ 37 ]               |                      |
| Giải Oscar           | Hiệu ứng hình ảnh xuất sắc nhất   | Richard Edlund, Kit West, Bruce Nicholson, và Joe Johnston | Đoạt giải            | [ 37 ]               |                      |
| Giải Quả cầu vàng    | Đạo diễn xuất sắc nhất            | Steven Spielberg                                           | Đề cử                | [ 38 ]               |                      |
| Giải BAFTA           | Phim hay nhất                     | Frank Marshall                                             | Đề cử                |                      |                      |
| Giải BAFTA           | Nam diễn viên phụ xuất sắc nhất   | Denholm Elliott                                            | Đề cử                |                      |                      |
| Giải BAFTA           | Nhạc phim hay nhất                | John Williams                                              | Đề cử                |                      |                      |
| Giải BAFTA           | Quay phim xuất sắc nhất           | Douglas Slocombe                                           | Đề cử                |                      |                      |
| Giải BAFTA           | Biên tập âm thanh xuất sắc nhất   | Michael Kahn                                               | Đề cử                |                      |                      |
| Giải BAFTA           | Hòa âm hay nhất                   | Bill Varney, Steve Maslow, Gregg Landaker, và Roy Charman  | Đề cử                |                      |                      |
| Giải Hugo            | Phim chính kịch hay nhất          |                                                            | Đoạt giải            | [ 39 ]               |                      |
| Giải Sao Thổ         | Phim kỳ ảo hay nhất               |                                                            | Đoạt giải            |                      |                      |
| Giải Sao Thổ         | Đạo diễn xuất sắc nhất            | Steven Spielberg                                           | Đoạt giải            |                      |                      |
| Giải Sao Thổ         | Nam diễn viên chính xuất sắc nhất | Harrison Ford                                              | Đoạt giải            |                      |                      |
| Giải Sao Thổ         | Nữ diễn viên chính xuất sắc nhất  | Karen Allen                                                | Đoạt giải            |                      |                      |
| Giải Sao Thổ         | Nam diễn viên phụ xuất sắc nhất   | Paul Freeman                                               | Đề cử                |                      |                      |
| Giải Sao Thổ         | Kịch bản xuất sắc nhất            | Lawrence Kasdan                                            | Đoạt giải            |                      |                      |
| Giải Sao Thổ         | Nhạc phim hay nhất                | John Williams                                              | Đoạt giải            |                      |                      |
| Giải Sao Thổ         | Thiết kế phục trang xuất sắc nhất | Deborah Nadoolman                                          | Đề cử                |                      |                      |
| Giải Sao Thổ         | Hiệu ứng hình ảnh xuất sắc nhất   | Richard Edlund                                             | Đoạt giải            |                      |                      |

Danh sách của Viện phim Mỹ
- Danh sách 100 phim hay nhất của Viện phim Mỹ-Hạng 60
- Danh sách 100 phim giật gân của Viện phim Mỹ-Hạng 10
- Danh sách 100 anh hùng và kẻ phản diện của Viện phim Mỹ:
  - Indiana Jones—Hạng 2 ở vị trí anh hùng
- Danh sách 100 câu thoại đáng nhớ trong phim của Viện phim Mỹ:
  - "Rắn! Tại sao phải có rắn chứ?"—Đề cử
- Danh sách 100 năm nhạc phim của Viện phim Mỹ—Đề cử
- Danh sách 100 phim hay nhất của Viện phim Mỹ (phiên bản kỷ niệm 10 năm)—Hạng 66

## Ảnh hưởng
Sau thành công của Chiếc rương thánh tích, một phần tiền truyện có tên Ngôi đền tàn khốc và hai phần phim tiếp nối, Cuộc thập tự chinh cuối cùng và Vương quốc sọ người, đã được sản xuất, và phần nối tiếp thứ ba của loạt phim sẽ được phát hành vào năm 2021. Một bộ phim truyền hình, mang tên Biên niên sử Indiana Jones, cũng được tách ra từ bộ phim này, và kể chi tiết về những năm đầu đời của Indiana. Vô số sách vở, truyện tranh và trò chơi điện tử cũng được phát hành.
Năm 1998, Viện phim Mỹ đã cho bộ phim đứng ở vị trí 60 trong số 100 phim bộ phim hay nhất thế kỷ. Vào năm 2007, AFI đã làm lại danh sách và cho nó đứng ở vị trí thứ 66. Ngoài ra, Indiana Jones và chiếc rương thánh tích đứng thứ 10 trong số những bộ phim giật gân, và Indiana Jones đứng thứ hai trong số những người hùng điện ảnh vĩ đại nhất. Năm 1999, bộ phim được Thư viện Quốc hội Hoa Kỳ xem là "có ý nghĩa về mặt văn hóa, lịch sử và thẩm mỹ" và được lưu giữ trong Viện lưu trữ phim quốc gia. Indiana Jones đã trở thành một biểu tượng, và được tập chí Entertainment Weekly gọi là một trong những người hùng được yêu thích nhất, và nhấn mạnh rằng bộ phim này "có những pha hành động mãn nhãn kết hợp với những cảnh quay tuyệt vời".
Một phiên bản làm lại nghiệp dư được thực hiện bởi Chris Strompolos, Eric Zala và Jayson Lamb, những đứa trẻ ở Ocean Springs, Mississippi. Phải mất 7 năm để những cậu bé hoàn thành bộ phim, từ năm 1982 đến 1989. Sau khi sản xuất bộ phim có tựa đề Raiders of the Lost Ark: The Adaptation, nó đã bị hoãn lại và bị lãng quên cho đến năm 2003, khi bộ phim được được tìm thấy bởi Eli Roth và được tán dương bởi chính Spielberg, người đã chúc mừng các chàng trai về sự chăm chỉ của họ và nói rằng ông mong muốn sẽ được nhìn thấy tên của họ trên màn ảnh lớn. Scott Rudin và Paramount Pictures đã mua bản quyền về cuộc đời của bộ ba với mục tiêu sản xuất một bộ phim dựa trên những nỗ lực của họ.